# Reckange-sur-Mess
Reckange-sur-Mess (lb. Reckeng op der Mess, niem. Reckingen/Mess) − miejscowość i gmina (gemeng / commune / Gemeinde) w południowym Luksemburgu, w kantonie Esch-sur-Alzette. Do 3 października 2015 gmina leżała w dystrykcie Luksemburg. Siedziba administracyjna gminy znajduje się w miejscowości Reckange-sur-Mess. Liczy 2734 mieszkańców (1 stycznia 2023). Leży nad rzeką Mess.

## Podział administracyjny
Do gminy należy sześć miejscowości, w tym sześć (Uertschaft) oraz żaden lieu-dit:
1. Ehlange (Éileng / Ehlingen)
2. Limpach (Lampech)
3. Pissange (Piisseng / Pissingen)
4. Reckange-sur-Mess (Reckeng op der Mess / Reckingen/Mess)
5. Roedgen (Riedgen)
6. Wickrange (Wickreng / Wickringen)